# Линдисфарнски евангелия
Линдисфарнски евангелия е илюстрован ръкопис от началото на VІІІ век, съдържащ препис на латински на евангелията на Матей, Марко, Лука и Йоан.
Изработен е в манастира на Линдисфарн, Нортъмбърланд, съхранява се в Британската библиотека.
Художникът вероятно е Еадфрит, който по-късно става епископ на Линдисфарн. През втората половина на Х век монах на име Алдред добавя староанглийски глосар (речник) към латинския текст, създавайки най-ранните оцелели екземпляри на староанглийски евангелия.
Евангелията са илюстрирани в островен стил, съдържащ сливане на келтски, германски и римски елементи; вероятно първоначално са били съхранявани във фина метална кутия, направена от отшелник на име Билфрит.